# 木村平右衛門
8代 木村 平右衛門（きむら へいえもん、1881年（明治14年）2月4日 - 1953年（昭和28年）11月23日）は、大正から昭和期の実業家、政治家。衆議院議員。旧姓・浜口、幼名・富七、号・熊峰。

## 経歴
和歌山県有田郡広村（広町を経て現広川町）で、8代・浜口吉右衛門熊岳、峰子の七男として生まれる。1900年（明治33年）海草郡内海村（内海町を経て現海南市）の7代・木村平右衛門の養子となり、1901年（明治34年）家督を相続し平右衛門を襲名した。木村家は代々漆器問屋を営む素封家。
漢学を倉田績、亀田雲鵬に学び、のち喜多橘村に師事した。東京高等商業学校（現一橋大学）で学んだが病のため中退。満韓起業同志会に加わり現地を視察して帰国後、木国合名会社漆製造を設立して社長に就任したがのちに解散。その後、九州水力電気、大分セメント、白浜温泉自動車、南海水力電気、北陸電気などの創立に参画し重役に就任。1920年（大正9年）家業を木村実業として会社組織に変更し社長に就任。その他、 西部共同火力発電取締役社長、九州送電取締役、富士電力取締役、浜口商事取締役、銚子醤油（現ヒゲタ醤油）監査役などを務めた。また、地元の内海村藤白の埋立工事に参画し、玉置吉之丞と共に白浜町の温泉開発に尽力し、紀南への電力供給のため日高川水力電気を興し取締役社長に就任するなど、地域の振興に尽力した。
1944年（昭和19年）3月、海南市に帰郷し、和歌山県木材会社を設立し、海南市公安委員、昭南工業監査役、和歌山信用金庫顧問、海南納税協会長などを務めた。また、木村奨学会を設立して地元の教育振興に尽くした。
1915年（大正4年）3月、第12回衆議院議員総選挙に和歌山県郡部から出馬して当選し、衆議院議員を1期務めた。この間、公正会に所属した。

## 著作
- 編『我家琅』木村平右衛門、1936年。

## 伝記
- 岩崎辰次郎『熊峰木村翁を偲ぶ』木村熊峰顕彰刊行会、1954年。

## 親族
- 妻 木村八百代（養父長女）[1]
- 兄 9代浜口吉右衛門（実業家、衆議院議員、貴族院多額納税者議員）[1]
- 兄 浜口吉兵衛 （実業家、衆議院議員）[1]